# Felix Haßmann
Felix Haßmann (* 3. Januar 1986 in Lienen, Nordrhein-Westfalen) ist ein deutscher Springreiter.
Im Januar 2018 befand er sich auf Rang 46 der Springreiter-Weltrangliste.

## Privates
Geboren wurde Haßmann 1986 als jüngster von vier Brüdern. Der dreifache Derby-Sieger Toni Haßmann ist einer seiner Brüder. Das Gymnasium verließ Felix Haßmann nach der elften Klasse. Er begann daraufhin seine Ausbildung bei seinem Vater. Felix Haßmann ist gelernter Pferdewirt Schwerpunkt Reiten und arbeitet auf dem Hof seiner Eltern. Er hat am 28. September 2023 Lena Haßmann geb. Waldmann geheiratet.

## Werdegang

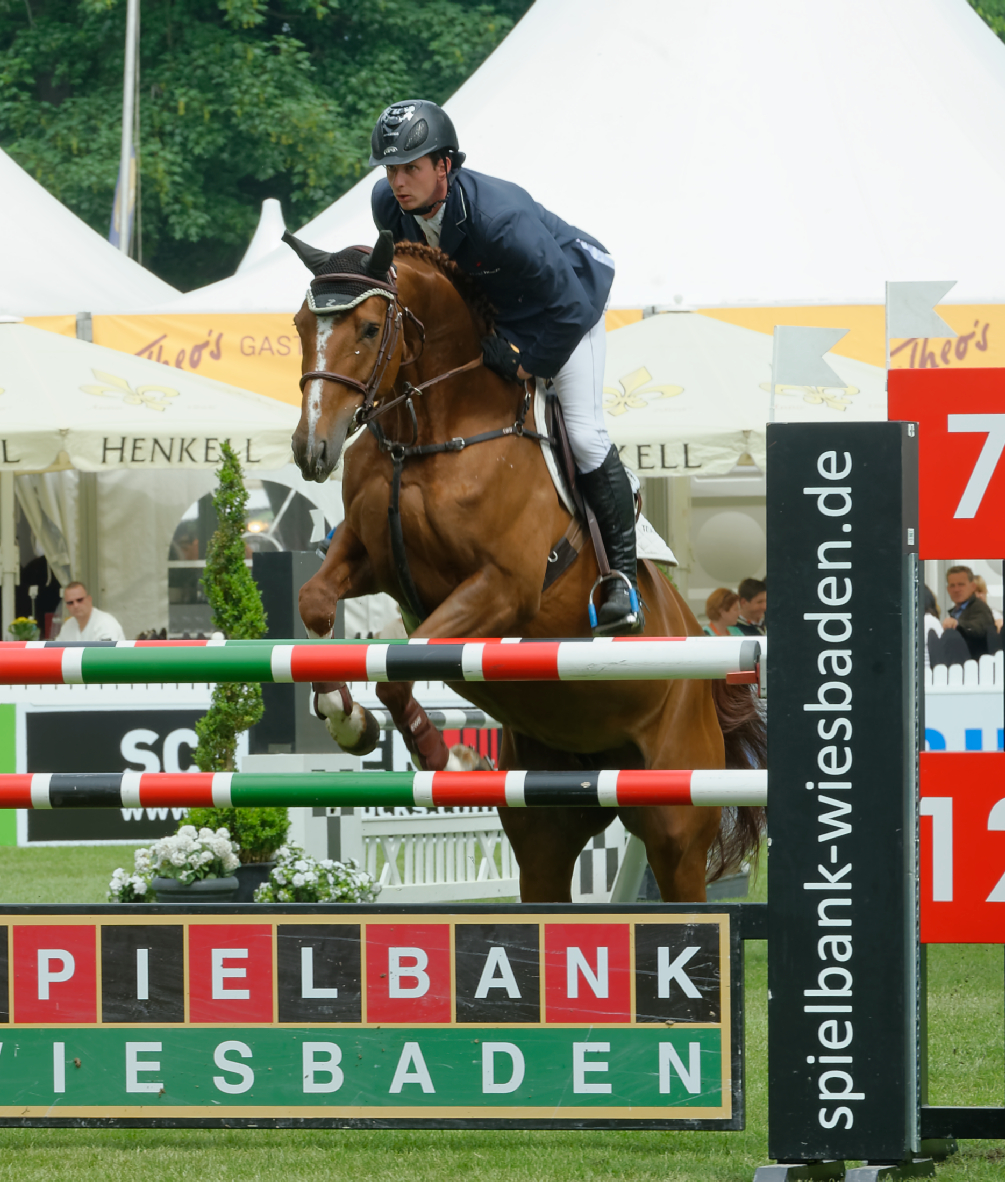
Felix Haßmann auf Horse Gym's Balance beim CSIYH* in Wiesbaden 2015

Als Ponyreiter nahm er an A- und L-Springen auf ländlichen Turnieren teil. Nach dem Umstieg auf Großpferde stellten sich größere Erfolge ein: Erstmals nahm Haßmann an den Deutschen Meisterschaften seiner Altersklasse im Jahr 2000 teil. Bei der Europameisterschaft der Jungen Reiter 2005 in Schaffhausen gewann er im Team mit Philip Rüping, Heinrike Konzag und Simone Meurer Mannschaftsgold.
2010 belegte er im Sattel von Balzaci den 10. Platz bei der Deutschen Meisterschaft in Balve. Ebenfalls 2010 siegte er im Deutschen Berufsreiterchampionat in Bad Oeynhausen, als Pferd brachte er Le Crocodile mit in diese Prüfung mit Pferdewechsel. Im Juli 2012 gewann er als Teil der deutschen Mannschaft mit Balzaci den Nationenpreis von Polen in Sopot.
Mit Siegen im Großen Preis von Nörten-Hardenberg in den Jahren 2016 und 2017 ging die beim Burgturnier ausgelobte Wandertrophäe „Goldene Peitsche“ in sein Eigentum über. Dies gelang zuvor erst Hans Günter Winkler und Denis Lynch. Nachdem er in der nationalen Rangliste Springreiten 2015 bereits auf Platz zwei gekommen war, war Haßmann im Turnierjahr 2017 (1. Oktober 2016 bis 30. September 2017) der erfolgreichste deutsche Springreiter.
Mit dem Schimmelhengst Cayenne blieb Haßmann bei den Deutschen Meisterschaften 2019 über fünf Ritte hinweg fehlerfrei und sicherte sich damit den Meistertitel in der Herrenwertung.
Er besitzt das Goldene Reitabzeichen. Felix Haßmann ist seit 2015 Mitglied des Perspektivkaders (vormals B-Kaders) der deutschen Springreiter. Neben dem Turniervorstellung seiner erfahrenen Turnierpferde übernimmt er auch die Vorstellung der Nachwuchspferde.

## Pferde
aktuelle:

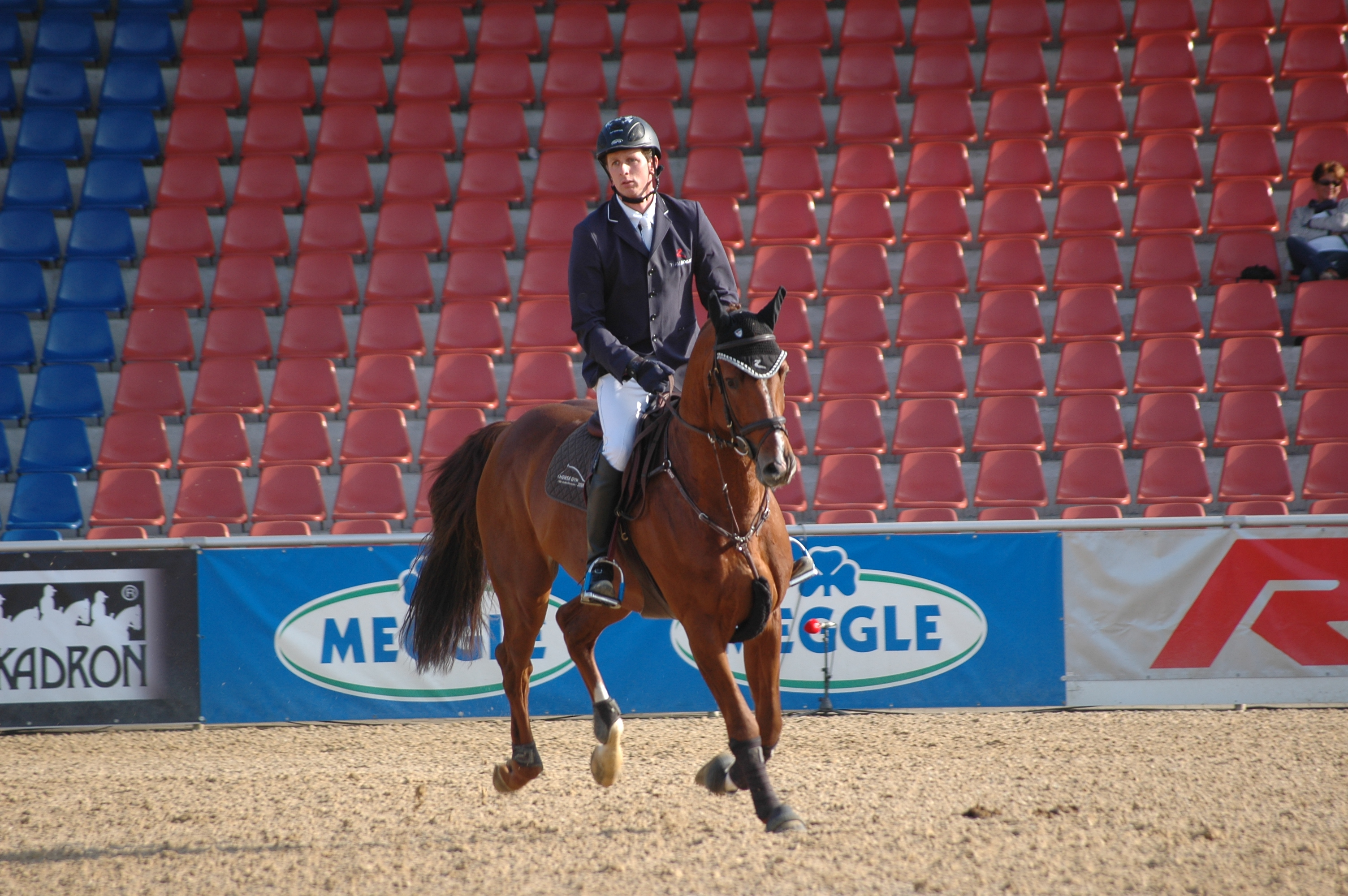
Felix Haßmann mit Balzaci (2014)

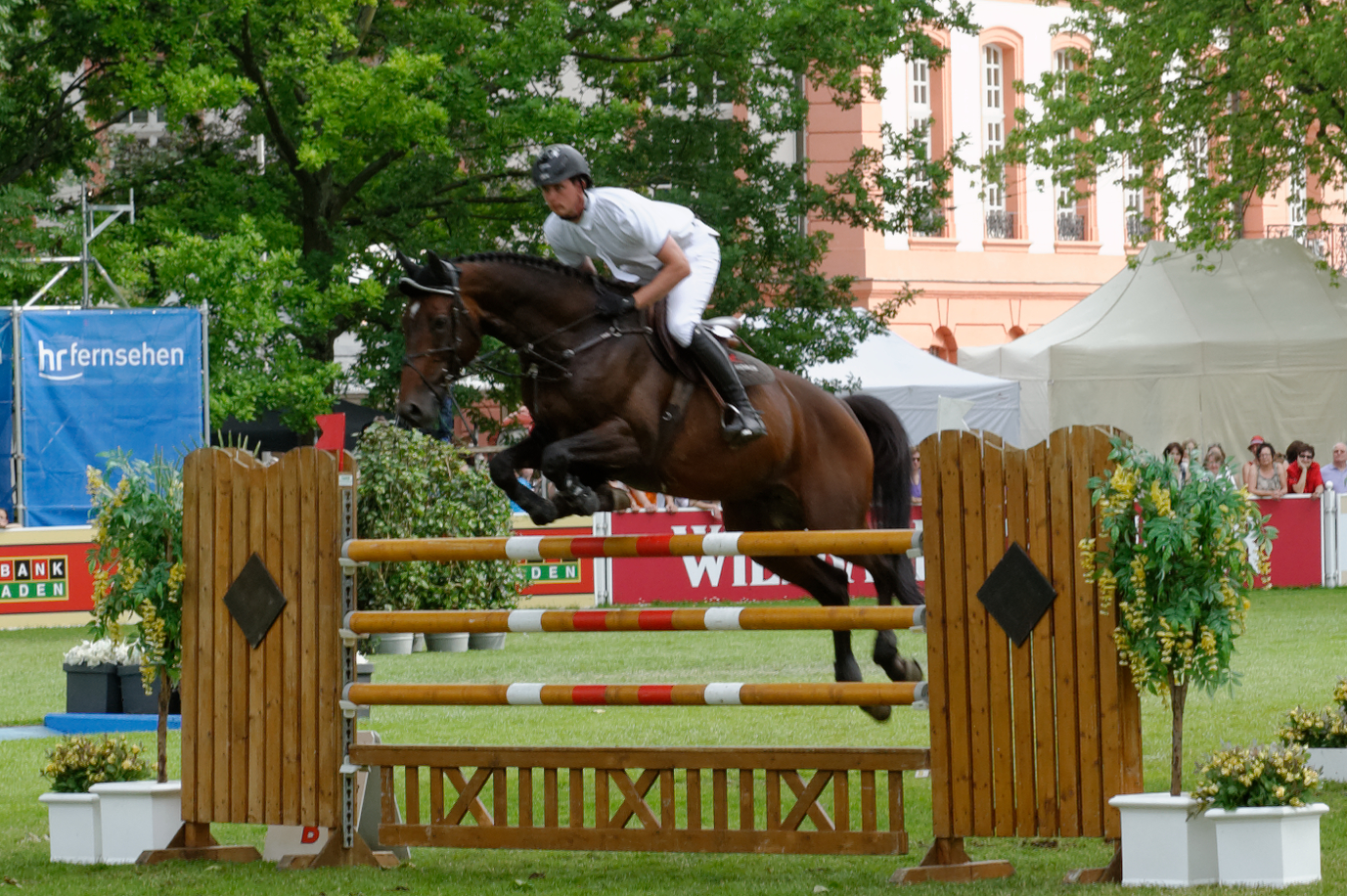
Felix Haßmann mit Quali Quanti beim Welfenhofpreis des Internationalen Pfingstturniers Wiesbaden 2014

- SIG Chaccinus (* 2009), Oldenburger Springpferd, brauner Wallach, Vater: Chacco-Blue, Muttervater: Acord II[10]
- Carla Candela (* 2019), Westfale Schimmelstute, Vater: Colman, Muttervater: Voltaire
- Chia H (* 2019), Westfale dunkelbraune Stute, Vater: Conthargos, Muttervater: Caretino
- Cornet’s Cinderella (* 2018), Oldenburger Springpferd Schimmelstute, Vater: Cornet Obolensky, Muttervater: Quite Capitol
- Casablanca AWZ (* 2018), braune Mecklenburger Stute, Vater: Calido's Son, Muttervater: Chacco-Blue
- Cornetino WZ (* 2017), Oldenburger Springpferd Fuchswallach, Vater: Cornet du Lys, Muttervater: Conthargos
- Vithargos W.Z. (* 2016), Oldenburger Springpferd brauner Wallach, Vater: Vivant van de Heffinck
- C'est la Vie 214 (* 2015), Westfale Schimmelstute, Vater: Comme il faut NRW 5, Muttervater: Cristallo I
- Caspian GD (* 2014), Oldenburger Springpferd Schimmelwallach, Vater: Comme il faut NRW 5, Muttervater: Califax
- Doubalou (* 2017), Österreichisches Warmblut brauner Wallach, Vater: VDL Douglas, Muttervater: Baloubet du Rouet
- Conthargo PS (* 2016), Oldenburger Springpferd dunkelbrauner Hengst, Vater: Conthargos, Muttervater: Centadel

ehemalige Turnierpferde:
- B & H medicott Rodrigo (* 1990), Westfale brauner Wallach, Vater: Rodney, Muttervater: Landgraf I
- Queen Liesa (ehemals: Liesa I) (* 1996), braune Holsteiner Stute, Vater: Quidam de Revel, Muttervater: Cor de la Bryère, von 2001 bis 2006, danach von Toni Haßmann geritten, 2011 von Lorenzo de Luca geritten
- Horse Gym's Carefina (* 1998), braune Holsteiner Stute, Vater: Caretino, Muttervater: Corofino I; zuletzt 2012 im Sport eingesetzt[11]
- Horse Gym's Lianos (* 1998), Westfale dunkelbrauner Hengst, Vater: Landstreicher, Muttervater: Grannus; bis 2013 von Felix Haßmann geritten[12], zuletzt im März 2016 von Stefanie Paul im Sport eingesetzt
- Nathan des Hayettes (* 2001), brauner Selle Français-Wallach, Vater: Dauphin De Savinia, Muttervater: Aiglon Rouge, 2009–2010, inzwischen von Norbert Schuman geritten, zuletzt im Januar 2014 von Saif Omar Ahmed Thabet im internationalen Sport eingesetzt
- Le Crocodile 2 (* 2002), Westfale braune Stute, Vater: Larenco, Muttervater: Nobelpreis, 2009–2010, inzwischen von Tiago Violas Ferreira geritten, zuletzt im Juli 2016 von Tiago Violas Ferreira im internationalen Sport eingesetzt
- Nabuco 19 (* 2002), Westfale brauner Hengst, Vater: Non Stop, Muttervater: Spartan; bis 2013 von Felix Haßmann geritten, wurde anschließend von Maximilian Wirzberg-Jach geritten[13], zuletzt im August 2020 von Jannik Kästle im Sport eingesetzt
- Wang Chung M2S (* 2003), KWPN-Fuchshengst, Vater: Royal Bravour, Muttervater: Ahorn, 2010–2011, inzwischen von Eric Lamaze geritten, zuletzt im Februar 2016 von Spencer Smith im internationalen Sport eingesetzt
- Quali Quanti (* 2005), dunkelbrauner Württemberger Hengst, Vater: Quidam de Revel, Muttervater: Non Stop; zuletzt 2017 im internationalen Sport eingesetzt[14]
- Balzaci (* 2003), Westfale Fuchshengst, Vater: Balou de Rouet, Muttervater: Ex Libris 2[15], zuletzt im November 2019 im internationalen Sport eingesetzt
- Cayenne WZ (* 2005), Holsteiner Schimmelhengst, Vater: Claudio, Muttervater: Ramirado[16], zuletzt im Juni 2022 im internationalen Sport eingesetzt
- Balance 30 (* 2007), Westfale Fuchsstute, Vollschwester von Balzaci (Vater: Balou de Rouet, Muttervater: Ex Libris 2)[17], zuletzt im April 2022 im internationalen Sport eingesetzt

## Erfolge
- Europameisterschaften:
  - 2001 in Gijón (Junioren): mit Rodrigo 1. Platz mit der Mannschaft, 2. Platz in der Einzelwertung
  - 2002 in San Remo (Junioren): mit Rodrigo 2. Platz mit der Mannschaft, 6. Platz in der Einzelwertung
  - 2003 in Hagen (Junioren): mit Rodrigo 3. Platz mit der Mannschaft
  - 2004 in Hagen (Junioren): mit Queen Liesa 2. Platz mit der Mannschaft, 1. Platz in der Einzelwertung
  - 2005 in Schaffhausen (Junge Reiter): mit Queen Liesa 1. Platz mit der Mannschaft, 7. Platz in der Einzelwertung
  - 2006 (Junge Reiter): mit Carefina 2. Platz mit der Mannschaft, 2. Platz in der Einzelwertung
  - 2007 (Junge Reiter): mit Carefina 2. Platz mit der Mannschaft, 7. Platz in der Einzelwertung
- Deutsche Meisterschaften:
  - 2012, Balve: 10. Platz mit Balzaci
  - 2015, Balve: 6. Platz mit Balzaci
  - 2017, Balve: 13. Platz mit Cayenne
  - 2019, Balve: 1. Platz mit Cayenne
  - 2020, Riesenbeck: 12. Platz mit Cayenne

weitere Erfolge (im Auswahl):
- 2011: 12. Platz im Großen Preis von Poznań mit Lianos, 2. Platz im Großen Preis von Telgte, 9. Platz im Großen Preis von Münster mit Lianos, 2. Platz im Barrierespringen in Münster mit Balzaci, 2. Platz im Großen Preis von Allersehl mit Balzaci, 9. Platz im Großen Preis von Leudelange mit Balzaci, 8. Platz im Großen Preis von Beerbelde mit Lianos, 4. + 6. Platz im Großen Preis von Fehmarn mit Balzaci + Lianos, 1. Platz „The Winner takes it all“ in Roeser mit Wang Chung M2S, 3. Platz im Großen Preis von Hille mit Balzaci, 2. Platz im Großen Preis von Unna Massen mit Nabuco, 8. Platz im Großen Preis von Neustadt/Dosse mit Lianos, 2. Platz im Großen Preis von Vreden mit Nathan des Hayattes
- 2012: 2. Platz im Großen Preis von Lienen mit Lianos, 4. Platz im Großen Preis von München mit Balzaci, 4. Platz im Deutschen Berufsreiterchampionat (eigenes Pferd: Carefina)
- 2013: 2. Platz im Großen Preis von Schwerin (CSN) mit Lianos
- 2014: 1. Platz im Deutsches Hallenchampionat der Landesmeister bei den Löwen Classics Braunschweig mit Cayenne WZ, 1. Platz im Weltcupspringen von Poznań (CSI 3*-W) mit Balzaci
- 2015: 4. Platz im Weltcupspringen von Leipzig (CSI 5*-W) mit Balzaci, 1. Platz im Deutschen Berufsreiterchampionat (eigenes Pferd: Quali Quanti), 1. Platz im Großen Preis von Donaueschingen-Immenhöfe (CSI 2*) mit Cayenne
- 2016: 2. Platz im Großen Preis von Kakegawa Tsumagoi (CSI 2*) mit Comedy, 1. Platz im Deutschen Berufsreiterchampionat (eigenes Pferd: Quali Quanti), 1. Platz im Großen Preis von Nörten-Hardenberg (CSI 3*) mit Cayenne, 1. Platz im Championat von Balve (CSI 2*) mit Balzaci, 3. Platz im Großen Preis von Münster (CSI 4*) mit Cayenne, 1. Platz im Großen Preis von Ising (CSI 2*) mit Cayenne, 3. Platz im Großen Preis von Sachsen (Chemnitz, Klasse S*** mit Siegerrunde) mit Balance
- 2017: 1. Platz im Großen Preis von Kakegawa Tsumagoi (CSI 2*) mit Constantin, 1. Platz im Großen Preis von Nörten-Hardenberg (CSI 3*) mit Cayenne, 1. Platz im Championat von Balve (CSI 2*) mit Balzaci, 1. Platz im Großen Preis von Spangenberg (CSI 3*) mit Cayenne, 2. Platz bei der Weltmeisterschaft der 5-jährigen Springpferde in Lanaken mit Quiwitino, 1. Platz im Großen Preis des CSI 1* von Moorsele mit Captain America, 2. Platz im Großen Preis des Festhallen-Reitturniers Frankfurt (CSI 3*) mit Cayenne sowie mit der deutschen Mannschaft 4. Platz im Nationenpreis von al-Ain (CSIO 5*) mit Cayenne und 8. Platz im Nationenpreis von Linz (CSIO 4*) mit Cayenne
- 2018: 2. Platz im Großen Preis von Werne-Lenklar (Klasse S***) mit Chaccinus, 2. Platz im Großen Preis von Redefin (CSI 3*) mit Cayenne, 3. Platz im Großen Preis von Spangenberg (CSI 3*) mit Chaccinus, 1. Platz im Großen Preis der ersten Woche des Chiemsee Pferdefestivals Ising (CSI 2*) mit Cayenne, 3. Platz im Großen Preis von Zwolle (CSI 3*) mit Balzaci, 1. Platz im Großen Preis eines CSI 2* in Šamorín mit Carla, 1. Platz im Großen Preis von Spangenberg (CSI 3*) mit Chaccinus, 1. Platz im Großen Preis von Rulle (Klasse S*** mit Siegerrunde) mit Balance

(Stand: 13. Oktober 2019)